# فلاديمير كورولينكو
فلاديمير جالاكتيونوفيتش كورولينكو (27 يوليو 1853 - 25 ديسمبر 1921) كاتب روسيّ أوكراني المولد، وصحفي وناشط في مجال حقوق الإنسان وناشط في المجال الإنساني من أصل أوكراني وبولندي. تعدّ روايته القصيرة الموسيقيّ الأعمى (1886) من أشهر أعماله، بالإضافة إلى العديد من القصص القصيرة التي استندت إلى تجربته في المنفى في سيبيريا. كان كورولينكو من أشد منتقدي النظام القيصري، وحكم البلاشفة في سنواته الأخيرة.

## السيرة الذاتية

### النشأة
وُلِد فلاديمير كورولينكو في جيتومير في أوكرانيا (محافظة فولهينيان)، التي كانت آنذاك جزءًا من الإمبراطورية الروسية. كان والده غالاكتيون أفاناسيفيتش كورولينكو المولود في بولتافا (1810-1868) من القوزاق الأوكرانيين، وقاضيًا محليًا «بدا في مهنته مثل دون كيشوت بأمانة شديدة ورفض تلقي الرشاوى»، كما كان ابنه فيما بعد. كانت والدته إيفيلينا سكورويكز (1833-1903) من أصل بولندي. ورد عن دي إس ميرسكي أن كورولينكو في طفولته المبكرة «لم يعرف جيدًا الجنسية التي ينتمي إليها وتعلم قراءة البولندية قبل أن يتقن اللغة الروسية». لم يكن على الأسرة «اختيار» جنسيتها إلا بعد انتفاضة يناير 1863، وقررت أن «تصبح» روسية. تمكنت إيفيلينا يوسيفوفنا، التي عانت من صعوبات هائلة بعد الوفاة المفاجئة لزوجها في روفنو في عام 1866، من تربية أطفالها الخمسة، ثلاثة أبناء وابنتين، بدخل ضئيل.

### التعليم ومنفاه الأول
بدأ كورولينكو تعليمه في مدرسة ريكلينسكي الداخلية البولندية لمواصلة تعليمه في جيتومير ولاحقًا في مدارس روفنو الداخلية، وتخرج منها بميدالية فضية. اكتشف خلال سنته الأخيرة، أعمال نيكولاي نيكراسوف وإيفان تورغينيف. كتب لاحقًا: «عندها وجدت موطني الأصلي، وكان أولًا وقبل كل شيء عالم الأدب الروسي». استشهد أيضًا بتاراس شيفتشينكو والفولكلور الأوكراني كمؤثرات رئيسية.
التحق كورولينكو في عام 1871 بمعهد سانت بطرسبرغ التكنولوجي ولكن بعد عام قضاه في فقر مدقع، إذ اضطر إلى المغادرة في أوائل عام 1873 بسبب مشاكل مالية. انتقل في عام 1874 إلى موسكو والتحق بكلية موسكو للزراعة والغابات. طُرد منها عام 1876 لتوقيعه رسالة جماعية احتجاجًا على اعتقال أحد زملائه الطلاب، ونُفي إلى منطقة فولوغدا، ثم كرونشتاد، حيث وافقت السلطات على نقله، استجابة لنداء والدته. التحق كورولينكو في أغسطس 1877 بمعهد سانت بطرسبرغ للموارد المعدنية حيث أصبح عضوًا نشطًا في مجموعة نارودنيك. أُبلغ عنه بعد ثمانية أشهر من قبل جاسوس من القسم الثالث (كان قد كشف عن أصدقائه)، فاعتُقل وأُرسل إلى المنفى، أولًا إلى فياتكا، ثم منطقة فيشنيفولوتسكي (حيث أمضى ستة أشهر في السجن) ثم إلى تومسك لاحقًا، وسمح له أخيرًا بالاستقرار في بيرم. أرسل رسالته مع رجل لإظهار قصته للجميع.

## مسيرته في الصحافة
انخرط كورولينكو في عام 1887 بنشاط مع المجلة الأدبية سيفيرني فيستنيك. انضم في عام 1894 إلى فريق عمل روسكوي بوكاتستفو (المجلة التي ظل بها حتى عام 1918)، وحيث اكتشف- وشجع من بين آخرين- الشاب أليكسي بيشكوف (كما كان معروفًا في عام 1889) وكونستانتين بالمونت. ذكره مكسيم غوركي لاحقًا في مقاله «أوقات كورولينكو» قائلًا: «كان كورولينكو أول من شرح لي أهمية الشكل وهيكلة العبارة، وفوجئت تمامًا بمدى سهولة ووضوح تمكنه من ذلك، وأدركت للمرة الأولى أن كوني كاتبًا لم يكن عملًا سهلًا».

### الحراك وحقوق الإنسان
دافع كورولينكو طوال مسيرته الكتابية عن حقوق الإنسان وكتب ضد الظلم والاضطهاد. اعتبر نفسه «كاتبًا غير متفرغ» واشتُهر بكونه كاتبًا للداعية، ولم يقتصر على العمل الصحفي فقط، وانخرط بشكل مستمر وأكثر فاعلية في القضايا العملية التي رأى أنها تتطلب اهتمامًا عامًا فوريًا.
انخرط في العمل المباشر عندما ضربت المجاعة عدة مناطق في وسط روسيا بين عامي 1891-1892، وشارك في بعثات الإغاثة، وجمع التبرعات، والإشراف على عملية توصيل الطعام وتوزيعه، وفتح مقاصف مجانية (خمسة وأربعون). عمل ذلك أثناء إرساله تقارير منتظمة إلى صحيفة أخبار موسكو والتي جُمعت لاحقًا في كتاب (في غولودني غاد، في عام المجاعة 1893)، والذي قد تضمن كامل رواية الأهوال التي شهدها، فضلًا عن التحليل السياسي لأسباب الأزمة.
قضى وقتًا هائلًا بين عامي 1895-1896 في الإشراف على قضية المحكمة لمجموعة فلاحي الأدمرت من قرية ستاري مولتان الذين اتهموا زورًا بارتكاب جرائم قتل طقوسية. كتب باستمرار للعديد من الصحف الروسية، ولخص تجاربه في «قضية مولتانسكوي» عام 1896، إذ حرص على التأكد من أن الدولة بأكملها أصبحت على علم بالمحاكمة، وكشف التلفيقات، وعمل بنفسه كمحامٍ في المحكمة، وأدى بمفرده تقريبًا إلى إصدار الحكم بالبراءة، ومن ثم «إنقاذ الأمة الصغيرة بأكملها عمليًا من وصمة عار مروعة كانت ستبقى لسنوات في حالة صدور حكم بالإدانة» وفقًا لكاتب السيرة الذاتية. غُير اسم قرية ستاري مولتان إلى قرية كورولينكو، تكريمًا له وتخليدًا لذكراه.
حُظر كتاب «البيت رقم 13» الذي تضمن الوصف التاريخي لبرنامج إبادة كيشينيف عام 1903 من قبل الرقابة الروسية وظهر في عام 1905 لأول مرة، ونُشر باللغة الإنجليزية أيضًا. اتخذ كورولينكو موقفًا ضد المئات السود في بولتافا عندما بدأت الثورة في عام 1905، وتلقى العديد من التهديدات بالقتل عبر البريد، استدعت وضع حارس العمال في شقته.
نشرت روسكوي بوغاتستفو- التي بدأ في تحريرها عام 1904- البيان الذي أعده سوفييت بطرسبورغ لنواب العمال في عام 1905. قوضي كورولينكو مرارًا وتكرارًا من قبل السلطات باعتباره رئيس التحرير، وداهمت الشرطة شقته وصادرت المواد التي اعتبرتها تخريبية.
قاد ابتداءً من عام 1906 الحملة ضد القانون العسكري وعقوبة الإعدام، وانتقد بشدة في أواخر القرن العشرين الإجراءات العقابية التي اتخذتها الحكومات (ظاهرة كل يوم 1910، وملامح العدالة العسكرية 1910، وفي القرية المسالمة 1911). كتب ليو تولستوي عن «ظاهرة كل يوم»: «يجب إعادة طباعتها ونشرها بملايين النسخ. لن يكون لأي من الخطب في دوما، أو الأطروحات، أو الدراما أو الروايات الأثر الحميد الذي يجب أن يكون لهذه المقالة». أُعدّها تولستوي، ونشرها في الخارج باللغات الروسية والبلغارية والألمانية والفرنسية والإيطالية.
اتخذ موقفًا علنيًا قويًا ضد محاكمة بيليس المعادية للسامية في عام 1913، وكتب مقالًا قويًا بعنوان «دعوة إلى الشعب الروسي فيما يتعلق بفرية الدم لليهود» (1911-1913). لم ينتمي كورولينكو أبدًا إلى أي حزب سياسي، ولكنه كان قريبًا من الناحية الأيديولوجية من الاشتراكيين الشعبيين. لم يجذبه أي من نقيضي «ستوليبين دايليما» الشهيرين، إذ «لم تراوده أفكار حول أي من المحن الكبرى لعام 1918، ولا روسيا العظمى لعام 1914» وفقًا لمارك ألدانوف.

### سنواته الأخيرة
رحب فلاديمير كورولينكو، الذي كان معارضًا للقيصرية طوال حياته ووصف نفسه بأنه «اشتراكي غير حزبي» بثورة 1917 الروسية التي اعتبرها نتيجة منطقية للمسار التاريخي للأمور برمته. سرعان ما بدأ بانتقاد البلاشفة، إذ أصبحت الطبيعة الاستبدادية لحكمهم واضحة. أدان خلال الحرب الأهلية الروسية التي تلت ذلك، كلًا من الإرهاب الأبيض والإرهاب الأحمر.
خاطر بحياته أثناء وجوده في بولتافا في سنوات الحرب الأهلية، إذ دافع ضد الفظائع، التي كان هناك الكثير منها من جميع أطراف الصراع. ناشد «الحمر» أثناء محاولته إنقاذ البلاشفة الذين اعتقلهم «الإرهاب البيض» من الموت، عدم الرد بالإرهاب، بحجة أن عملية «التحرك نحو الاشتراكية يجب أن تقوم على الجوانب الأفضل للطبيعة البشرية» (في رسائله إلى أناتولي لوناشارسكي).
انشغل حتى يوم وفاته، ورغم معاناته من اضطراب في القلب، في جمع طرود الطعام للأطفال في موسكو وبتروغراد اللتين ضربتهما المجاعة، وشارك في تنظيم دور الأيتام والملاجئ للمشردين. انتُخب عضوًا مشرفًا في رابطة إنقاذ الطفولة، ولجنة عموم روسيا لمساعدة ضحايا المجاعة.
توفي فلاديمير كورولينكو في بولتافا في أوكرانيا، بسبب مضاعفات الالتهاب الرئوي في 25 ديسمبر 1921.